# Río Chavón
El Río Chavón es un río localizado al este de la República Dominicana. Su mejor vista se obtiene desde la villa llamada Altos de Chavón.
La historia de este río contiene pasajes sumamente interesantes; desde el origen de su nombre, posible corrupción del nombre taino "Bomana", hasta su utilización por conocidos piratas para esconder tesoros, pasando por su uso desde tiempos de la colonia para transportar las maderas preciosas que se cortaban en los bosques de su cuenca.
En la actualidad la desembocadura del río está dominada por el pueblo de Altos de Chavón y en su salida se localiza la espectacular marina de Casa de Campo. Pasada la represa del río situada sobre el puente que lo cruza encontramos un espacio tropical que puede ser visitado en agradables barcos que transportan a los turistas que quieran disfrutar de las tranquilas aguas.
Es un río bastante caudaloso que nace en el interior del país para desembocar en el mar Caribe a las afueras de la ciudad de La Romana
- Datos: Q3291594
- Multimedia: Chavón River / Q3291594